# بواسي
بواسي (
تنطق بالفرنسية: [pwasi]
) بلدية فرنسية تقع ضمن إقليم إيفلين في منطقة إيل دو فرانس شمال وسط فرنسا. في الضواحي الغربية لباريس 23.8 كـم (14.8 ميل) من وسط باريس.
في عام 1561، كانت موقعًا لعقد مؤتمر كاثوليكي-هوغوينوتي، عُرِف بندوة بواسي. كما من المعروف أن بواسي كانت تعتبر مركزاً لمصانع السيارات مثل سيارات غريغوار وماتفورد وفورد فرنسا وسيمكا وكرايسلر وتالبوت، وكما أنها مقر لأحد أكبر مصانع بيجو في فرنسا.

## تكنوبارك
تكنوبارك مجمع أعمال تم إنشاؤه عام 1990 بهدف تسهيل التنويع الاقتصادي للمدينة. يحتل حوالي 66 فدانًا في الشمال الشرقي قرب مصنع بوجو-ستروين، على الحدود مع بلدية أشير (Achères) المجاورة. يحتوي المجمع على 150 شركة توظف ما مجموعه 2000 موظف. كما يستضيف مدرسة شارل ديغول الثانوية ومركز تدريب العاملين في الصيدلة (ACPPAV) الذي يجمع 1500 طالب وطالبة في المدرسة الثانوية. كما توجد حاضنات أعمال، ومهبط طائرات الهليكوبتر، وغرفة التجارة في إيفلين-فال دواز، وفندقين ومركز رياضي ومركز تقني للبلدية.

## توأمة
لبواسي اتفاقيات توأمة مع:
- بيرمازنز

## أعلام من بواسي
- لويس التاسع، (1214-1270)، ملك فرنسا.
- غيوم لاسو (1740–1831)، مؤلف وموسيقي.
- جان لوي إرنست ميسونيه (1815–1891)، رسام ونحات.
- بويسي فيليكس فيفولا (1882-1953)، نحات.
- إبراهيم دياو، لاعب كرة يد سنغالي.
- فلوران غروبرج، حائز على وسام الشرف للجيش الأمريكي
- ماتيو جندوزي، لاعب كرة قدم.
- كاثرين لارا، مغنية ولدت عام 1945
- حسين خرجة، لاعب كرة قدم مغربي من مواليد 1982.
- أقام بنجامين فرانكلين في بواسي لفترة من الوقت بينما كان مبعوثًا إلى فرنسا خلال الحرب الثورية الأمريكية.
- جيروم فوجو، لاعب كرة قدم.
- فابيان راداس، لاعب كرة قدم.
- يوهان سانغاري، لاعب كرة سلة

## أعلام
- بيير هاردي
- ماتيو جندوزي
- كريستوف جافرلوت
- فابيان راداس
- سيريل ديون
- داميان لوتاليك
- رينيه لوفيفر
- كريستين دي بيزان